# 菅原勲
菅原 勲（すがわら いさお、1963年7月25日 - ）は、地方競馬の岩手県競馬組合・水沢競馬場所属の元騎手、現調教師。
勝負服の服色は胴青・白一文字。岩手県江刺市（現：奥州市）出身。

## 概要
2010年11月29日、水沢競馬場で行われたレースで通算4,000勝を達成、地方競馬の現役騎手で4番目となる快挙であり、2005年に小林俊彦に破られるまでは年間204勝という記録を持っていた。引退間際まで小林と村上忍の両騎手とリーディング争いをしている。
菅原の代表的な騎乗馬にトウケイニセイやメイセイオペラ、あるいはトーホウエンペラーが挙げられる。メイセイオペラとのコンビでは、統一GIのマイルチャンピオンシップ南部杯をレコード勝ちし、岩手競馬所属騎手初の統一GIジョッキーとなり、さらにはJRAのGIであるフェブラリーステークスを制し、地方競馬の騎手で初めてのJRAGIジョッキーとなった（地方馬に騎乗してのJRAのGI勝利は未だに勲のみ）。また同馬も成し遂げられなかった東京大賞典制覇を今度はトーホウエンペラーで達成。2002年と2008年にワールドスーパージョッキーズシリーズへの出場を果たしており、名実ともに地方競馬を代表する騎手のひとりであった。

## 経歴
- 1981年 10月17日初騎乗、10月19日初勝利。1年目は51騎乗で特別1勝を含む13勝。
- 1982年 スーパーライジンでデビュー2年目にして重賞初勝利。このコンビで不来方賞、東北優駿も制す。この年重賞4勝を含む34勝を挙げる。新人騎手表彰。
- 1984年 シーズン88勝を挙げリーディング2位に。
- 1988年 トウケイフリートで桐花賞など古馬重賞を5勝。デビュー初めてシーズン100勝台（シーズン124勝）に乗せる。
- 1990年 サンドリーズンでダービーグランプリ、グレートホープでマイルチャンピオンシップ南部杯初制覇。NARグランプリ優秀騎手賞を初受賞（以後、2003年まで同賞をほぼ毎年受賞）。
- 1991年 150勝を挙げ初の岩手競馬リーディングジョッキーに。
- 1992年 トウケイニセイでデビュー以来の連勝日本新記録（当時）18を達成。リーディングジョッキー（シーズン161勝）。
- 1993年 トウケイニセイで南部杯など古馬重賞5連勝（5戦5勝）。リーディングジョッキー（シーズン141勝）。
- 1994年 トウケイニセイで南部杯など古馬重賞6勝。ブラッククロスでダービーグランプリなど3歳重賞3勝。リーディングジョッキー（シーズン154勝）。
- 1995年 ミスターホンマルで全日本アラブ大賞典（大井）制覇。トウケイニセイで重賞4勝、引退の花道を飾る。ジョセツローゼンでアラブ重賞4勝。きんもくせい特別（JRA新潟）をテツノジョージで制しJRA初勝利。リーディングジョッキー（シーズン169勝）。
- 1996年 シーズン149勝を挙げたが重賞1勝と振るわなかった上、シーズン153勝の佐藤雅彦にリーディングジョッキーの座を渡し（2位）、（リーディングジョッキーの）連続記録は5でストップ。
- 1997年 メイセイオペラで重賞4勝。シーズン146勝を挙げリーディングジョッキーに返り咲く。
- 1998年 マレーシアで海外初勝利。メイセイオペラでマーキュリーカップを制し統一グレードレース初制覇、そして南部杯も制し統一GIジョッキーとなる。リーディング2位（シーズン180勝）。
- 1999年 メイセイオペラでフェブラリーステークス（JRA東京）を制し地方騎手で初のJRAGIジョッキーとなる。また、同コンビで帝王賞（大井）も制覇し、統一GI2勝目。北上川大賞典で重賞100勝目達成。リーディングジョッキー（シーズン168勝）。
- 2000年 ネイティヴハートで東北ジュニアグランプリ、アイビーステークス（JRA東京・2歳OP）を勝利、京王杯3歳ステークス2着。朝日杯3歳ステークス3着とJRAの2歳牡馬戦線を賑わす。リーディングジョッキー（シーズン156勝）。
- 2001年 ネイティヴハートでニュージーランドトロフィー2着も、次走から他の騎手に乗り替わりとなった問題が原因で佐藤晴記厩舎へ所属変更。トーホウエンペラーで朱鷺大賞典（新潟）を勝利、続く浦和記念で2着、そして東京大賞典を制し、統一GI3勝目を挙げる。勝利数を初の200勝台（シーズン204勝）に乗せ、3年連続のリーディングジョッキーに。
- 2002年 トーホウエンペラーで名古屋大賞典を勝利。南部杯でも勝利し、統一GI4勝目を挙げる。オールジャパンリーディングジョッキー(金沢・重賞）で勝利。リーディング2位（シーズン157勝）。ワールドスーパージョッキーズシリーズ初出場。
- 2004年 地方競馬通算3000勝達成。6月24日、ゴールデンジョッキーカップ（園田競馬場）で1着、5着、4着の成績で総合優勝。8月レース中に落馬負傷し長期戦線離脱。リーディング6位（シーズン71勝）。7月13日放送のNHK『プロジェクトX〜挑戦者たち〜』にメイセイオペラのテーマで佐々木修一調教師、柴田洋行厩務員とともに登場。当時の思い出を語った。
- 2005年 第37回日本プロスポーツ大賞功労賞を受賞
- 2007年 2006年度の騎手リーディングの1位を守っていたが、1月、疾病で開催を欠場、その間に小林俊彦にリーディングジョッキーの座を奪われ2位に終わる。12月2日、水沢第1レースで地方競馬通算3500勝（現役騎手で6人目、歴代で10人目）を達成。
- 2008年 1月28日 - 2月29日の期間で、川崎競馬場・内田勝義厩舎の所属騎手として期間限定騎乗し、期間内で15勝を挙げる。1月29日、佐々木竹見カップ ジョッキーズグランプリ（川崎競馬場）で1着、3着の成績で総合優勝。2003年以来となる2007年度のリーディングジョッキー（シーズン179勝）に輝く。スーパージョッキーズトライアル2008（9月26日 笠松競馬場・10月10日 大井競馬場）で4戦2勝2着1回の好成績で総合優勝し、2002年以来となるワールドスーパージョッキーズシリーズへ出場、ゴールデンブーツトロフィーで1着となるなど総合8位。
- 2009年 1月19日 - 3月20日の期間で、川崎競馬場・内田勝義厩舎の所属騎手として2年連続となる期間限定騎乗、期間内で21勝（2着17回）を挙げる。
- 2010年 1月25日 - 3月26日の期間で、川崎競馬場・内田勝義厩舎の所属騎手として3年連続となる期間限定騎乗、期間内は14勝（2着34回）に終わったが、2月17日、船橋競馬場で行われた報知グランプリカップで、マンオブパーサーに騎乗して勝利を挙げる。南関東で期間限定（短期所属）騎手が重賞を勝ったのは初。11月29日、水沢競馬第11競走（B1一組）で、スズモンスターに騎乗し1着となり地方競馬通算4,000勝を達成（史上6人目、現役では4人目）[1][2]。
- 2012年 3月15日、地方競馬全国協会の平成23年度第4回新規調教師免許試験に合格したことが発表される[3]。3月31日付で調教師免許を取得、同時に騎手を引退した[4]。
- 2013年 7月23日 知人男性を暴行した容疑で逮捕[5]。
- 2013年 7月28日上記事件に関し、盛岡競馬場にておわび会見を行う。なお、逮捕翌日の7月24日に釈放後、被害者へ直接謝罪・示談成立したため被害届は取り下げられている[6]。
- 2013年 8月14日 岩手県競馬組合より、競馬の健全な施行に対して悪影響を与える非行行為であるとして、戒告と賞典停止１０日の処分が下された[7]。
- 2021年 10月19日 盛岡競馬第4競走で管理馬が1着となり、調教師として地方通算500勝達成。

## 主な勝ち鞍

### 騎手時代
GI級競走
- 1998年
  - マイルチャンピオンシップ南部杯（メイセイオペラ）
- 1999年
  - フェブラリーステークス（メイセイオペラ）
  - 帝王賞（メイセイオペラ）
- 2001年
  - 東京大賞典（トーホウエンペラー）
- 2002年
  - マイルチャンピオンシップ南部杯（トーホウエンペラー）

GIII級競走
- 1998年
  - マーキュリーカップ（メイセイオペラ）
- 2001年
  - 朱鷺大賞典（トーホウエンペラー）
- 2002年
  - 名古屋大賞典（トーホウエンペラー）

交流レース以前の主要競走
- 1990年
  - ダービーグランプリ（サンドリーズン）
  - マイルチャンピオンシップ南部杯（グレートホープ）
- 1993年
  - マイルチャンピオンシップ南部杯（トウケイニセイ）
- 1994年
  - ダービーグランプリ（ブラッククロス）
  - マイルチャンピオンシップ南部杯（トウケイニセイ）

### 調教師時代
- 2012年
  - 若駒賞（ロックハンドパワー）
  - 寒菊賞（ロックハンドパワー）
  - 北上川大賞典（マイネヴィント）
- 2013年
  - スプリングカップ（ロックハンドパワー）
  - ビギナーズカップ（ラブバレット）
  - 寒菊賞（ラブバレット）
- 2014年
  - 金杯（ラブバレット）
- 2015年
  - 笠松グランプリ（ラブバレット）
- 2016年
  - 笠松グランプリ（ラブバレット）
- 2020年
  - 青藍賞（ヒガシウィルウィン）
  - 絆カップ（ヒガシウィルウィン）
  - 若鮎賞（マツリダスティール）
  - ジュニアグランプリ（マツリダスティール）
- 2021年
  - 金杯（リュウノシンゲン）
  - 赤松杯（チャイヤプーン）
  - シアンモア記念（ヒガシウィルウィン）
  - あすなろ賞（チャイヤプーン）
  - イーハトーブマイル（マツリダスティール）
  - 青藍賞（ヒガシウィルウィン）
  - トウケイニセイ記念（ヒガシウィルウィン）
- 2023年
  - 赤松杯（グローリーグローリ）
  - 若駒賞（ミヤギヴァリアント）
  - 寒菊賞（レッドオパール）
- 2024年
  - イーハトーブマイル（レッドオパール）
  - 早池峰スーパースプリント（ダイセンメイト）
  - ネクストスター盛岡（ポマイカイ）
  - 若駒賞（マツリダマスラオ）
- 2025年
  - 東北優駿（リケアカプチーノ）
  - みちのく大賞典（リケアカプチーノ）
  - サファイア賞（サンカリプソ）
  - やまびこ賞（サンロックンロール）

## 主な受賞歴
- 1982年度 岩手競馬新人騎手表彰
- 1990年度 NARグランプリ優秀騎手賞[8]
- 1991年度 岩手競馬騎手リーディング1位・NARグランプリ優秀騎手賞
- 1992年度 岩手競馬騎手リーディング1位・NARグランプリ優秀騎手賞
- 1993年度 岩手競馬騎手リーディング1位・NARグランプリ優秀騎手賞
- 1994年度 岩手競馬騎手リーディング1位・NARグランプリ優秀騎手賞
- 1995年度 岩手競馬騎手リーディング1位・NARグランプリベストフェアプレイ賞・NARグランプリ優秀騎手賞
- 1997年度 岩手競馬騎手リーディング1位・NARグランプリ優秀騎手賞
- 1998年度 NARグランプリ優秀騎手賞
- 1999年度 岩手競馬騎手リーディング1位・NARグランプリ優秀騎手賞
- 2000年度 岩手競馬騎手リーディング1位・NARグランプリ優秀騎手賞
- 2001年度 岩手競馬騎手リーディング1位・NARグランプリ優秀騎手賞
- 2002年度 NARグランプリ優秀騎手賞
- 2003年度 岩手競馬騎手リーディング1位・NARグランプリベストフェアプレイ賞・NARグランプリ優秀騎手賞
- 2004年度 日本プロスポーツ大賞功労賞
- 2007年度 岩手競馬騎手リーディング1位・NARグランプリベストフェアプレイ賞
- 2010年度 岩手競馬騎手リーディング1位

## 人物・エピソード
- 地元では「イサオ」と呼ばれる。それは岩手競馬に菅原姓の関係者が多く（騎手では他に菅原俊吏騎手と菅原辰徳騎手がいる。一時期は4名の菅原姓の騎手が所属していた）、混乱を避けるために自然と下の名前で呼ばれるようになった。
- 日本一「ダービー」を勝っている騎手である。岩手の全国3歳交流ダービーグランプリ、岩手の3歳ナンバーワン決定戦不来方賞、東北地区3歳交流の東北優駿（東北ダービー）や東北アラブダービーなどと、エリア的にダービー格のレースが多いが、菅原勲は全国の他の騎手を寄せ付けないほど圧倒的な「ダービー」の勝利数を挙げており、地方競馬情報誌「ハロン」でもこの事が紹介されている[9]。縮小傾向の今の日本競馬界において、この記録が塗り替えられる可能性は極めて低いとされる。
- 1997年12月、テレビ岩手の番組の企画で、小林騎手やテレビ岩手の藤村惠一アナと競馬ゲームの『ファイナルハロン』で対決したが、操作方法がイマイチが分からなかったのか最下位に終わった。 再戦を希望して再び対決したものの、またもや最下位に終わり（どちらとも1位は小林騎手）、「続きは、競馬場に来てもらえれば」とコメント。
- JRAとの交流競走が盛んになる前、騎手としての可能性に限界を感じた勲は、毎年シーズンが終わるころに親しい関係者に引退（して厩舎を開業）すべきかの相談を持ちかけていたという。
- デビューして以来、長期休養とは無縁だった勲だが、2004年8月にレース中落馬事故を起こし負傷。残りのシーズンを棒に振った。長期間療養するという事は初体験で、それに我慢ができなかった。のちのち、休養期間を振り返って「私には引きこもりは無理ですね」と発言した。
- 今まで騎乗してきた馬ではトウケイニセイに一番思い入れがある様で、2009年1月に水沢競馬場でトウケイニセイの凱旋セレモニーを行った際、勲は「この馬に出会わなかったら、今の自分が無かったかもしれなかった」「トウケイニセイとメイセイオペラ、どちらが走るかよく聞かれるが、トウケイニセイは自分にとって一番思い出の馬ですし、自分の中では一番走る馬だと思っています」と話している。
- 2010年2月21日、東京競馬の第12レース（東京ウインタープレミアム）が「メイセイオペラメモリアル」というサブタイトルで行われ（過去のフェブラリーステークスの勝ち馬から投票により選定）、レース前の誘導馬騎乗、表彰式でのプレゼンターを務めた。
- 2011年7月15日、日本製紙クリネックススタジアム宮城において「岩手競馬ナイター」が行われ、始球式登板を務めた。この日は、岩手競馬と楽天競馬による被災地の児童・家族の招待やポニーと騎手との撮影会などが行われた。「（始球式は）最近、野球をやっていなかったので、ホームまで届くかどうか心配でしたが、上手くいきましたね。被災地の子どもたちを元気づけてあげられるイベントが行えて良かったです」とコメントしている。